# Vita letteraria di Thingum Bob
Vita letteraria di Thingum Bob (The Literary Life of Thingum Bob, Esq.) è un racconto di Edgar Allan Poe pubblicato nel 1844.

## Trama
Thingum Bob, ormai anziano, ripercorre le tappe della sua carriera letteraria, iniziata quando era ancora un ragazzo e il padre, proprietario un'azienda di prodotti per barbieri, incoraggiò la sua inclinazione a comporre versi. Mantenuto dal genitore, iniziò a scrivere poesie imitando un poemetto scritto dal direttore del «Tafano» in onore della Lozione di Bob, prodotta da suo padre. Non soddisfatto dei propri risultati, decise di inviare ai giornali versi copiati da Dante, Omero e altri classici, spacciandoli per propri e chiedendone la pubblicazione. La risposta in tutti i casi fu negativa e accompagnata da feroci stroncature. 
Fu così che Thingum Bob decise di tornare all'ispirazione iniziale, e con l'aiuto del padre compose due versi sulla Lozione di Bob, firmandosi Snob. La breve poesia fu inviata al «Lollipop», che la pubblicò in prima pagina definendola un capolavoro. Inoltre, il direttore della testata, Granchio, lo invitò a un colloquio, durante il quale ammise di non poterlo pagare per la sua poesia ma gli offrì un posto come critico letterario, anch'esso privo di retribuzione: il suo lavoro consisteva nello stroncare i testi degli altri poeti, a partire dal direttore del «Tafano», autore della prima ode sulla Lozione di Bob. In seguito Granchio nominerà Bob suo erede e lo indurrà a liberarsi del padre facendolo arrestare dalla polizia con una falsa accusa. Bob intanto acquisì la direzione di una propria rivista, la «Tartuca che morde», che utilizzò per attaccare o elogiare, a seconda dei casi, i direttori degli altri giornali. In breve tempo, raccolta la direzione del «Lollipop» da Granchio, poté acquistare anche i periodici concorrenti, fondendoli in un'unica testata. Thingum Bob è così diventato noto e importante, e può dire di se stesso che «ha fatto la storia».